# George Weidenfeld

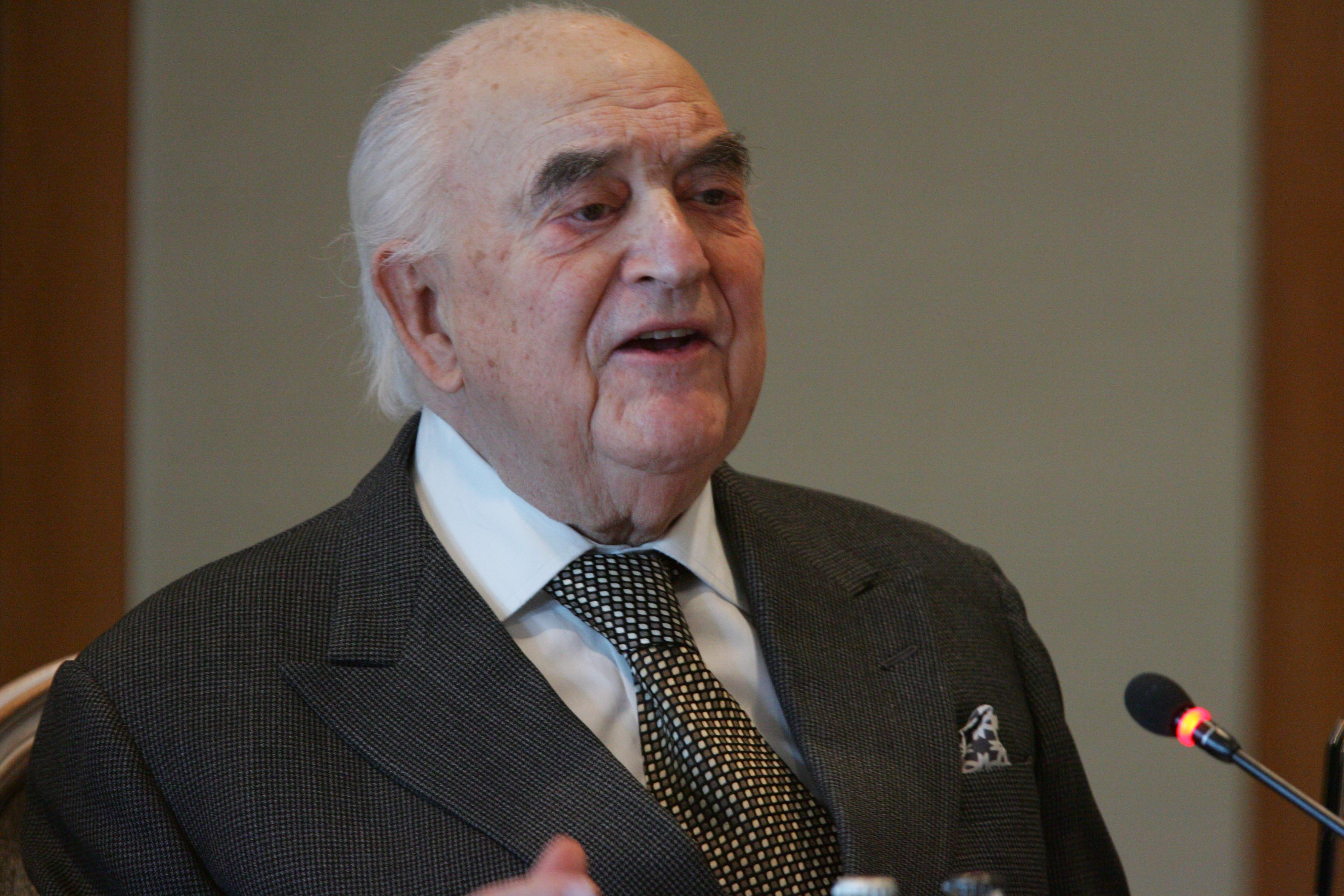
George Weidenfeld (2005)

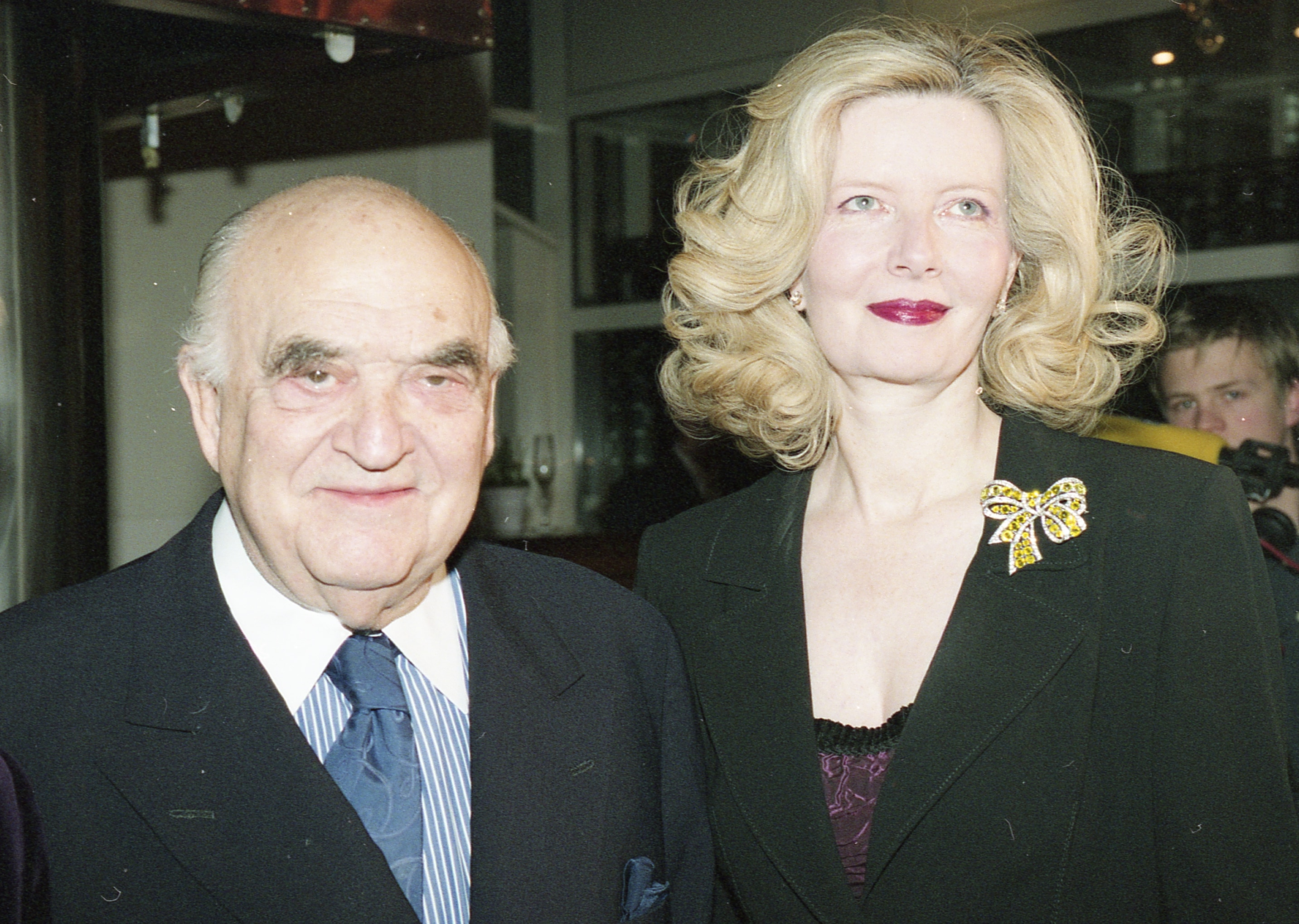
Lord George mit seiner Ehefrau Annabelle Whitestone, Baroness Weidenfeld (2001)

Arthur George Weidenfeld, Baron Weidenfeld, GBE (* 13. September 1919 in Wien; † 20. Januar 2016 in London) war ein britisch-österreichischer Journalist, Verleger und Diplomat österreichisch-jüdischer Herkunft. Er war auch Kolumnist der Berliner Tageszeitung Die Welt. 1949 wurde er politischer Berater der israelischen Regierung und Kabinettschef des Präsidenten Chaim Weizmann. Er war britischer und seit 1994 auch wieder österreichischer Staatsbürger.

## Leben
Georg Weidenfeld war der Sohn des Bankiers Maximilian Weidenfeld und der Rose Eisenstein. Er war Einzelkind und entwickelte früh eine Liebe zur Oper. Er besuchte nach dem Piaristengymnasium in Wien die Universität Wien und die Diplomatische Akademie Wien. Während des Studiums wurde er Mitglied der Jüdisch-akademischen Verbindung Unitas. Er emigrierte nach dem „Anschluss“ Österreichs nach London und begann bei der British Broadcasting Corporation (BBC) zu arbeiten, hauptsächlich für den BBC Overseas Service. Ab 1942 politischer Kommentator der BBC für europäische Angelegenheiten, verfasste er eine wöchentliche Kolumne. Seine Wiener Cousine Gretel Beer lebte seit 1939 ebenfalls in England. Auch sie war für Medien tätig. 1945 gründete Weidenfeld mit Nigel Nicolson den Verlag Weidenfeld & Nicolson, für den er bis zuletzt tätig war. 1946 wurde er britischer Staatsbürger. Er war viermal verheiratet und verstarb im Alter von 96 Jahren in London.

## Verlegerische Tätigkeit
Der Verlag „Weidenfeld & Nicolson“ publizierte in seiner Anfangszeit einige aufsehenerregende Titel, darunter Vladimir Nabokovs Lolita. Weil Weidenfeld Strafverfolgung wegen des Vorwurfs der Pornografie befürchtete, ließ er zunächst nur eine kleine Auflage drucken und davon sieben Exemplare aufbinden, die er an die Regierung mit der Bitte schickte, das Werk zu prüfen und die Unbedenklichkeit zu bestätigen, was auch geschah. In der Folge spezialisierte sich der Verlag auf die Herausgabe wichtiger Werke zur europäischen Geschichte und auf Biografien, darunter die Memoiren von Charles de Gaulle, Konrad Adenauer, Harold Wilson, Golda Meir, Lyndon B. Johnson, Mosche Dajan, Henry Kissinger und Schimon Peres.
1985 expandierte Lord Weidenfeld in die Vereinigten Staaten und kaufte zusammen mit Ann Getty den Verlag „Grove Press“. „Grove Press“ fusionierte später mit der New Yorker Niederlassung von „Weidenfeld & Nicolson“ unter dem Namen „Grove Nicolson“. 1991 wurde „Weidenfeld & Nicolson“ in Großbritannien von der „Orion Publishing Group“ erworben, die Marke „Weidenfeld & Nicolson“ jedoch für Sachbücher und Biografien beibehalten, die weiterhin von George Weidenfeld verantwortet wurden. 1993 fusionierte seine amerikanische Firma „Grove Nicolson“ mit der „Atlantic Monthly Press“ zur „Grove/Atlantic Inc.“
Lord Weidenfeld konnte sich dadurch aus dem verlegerischen Tagesgeschäft zurückziehen und mehr um die Kontakte zu namhaften Autoren kümmern. Ein weiterer Meilenstein für „Weidenfeld & Nicolson“ war im Jahre 2005 die Herausgabe des biografischen Werks Erinnerung und Identität von Papst Johannes Paul II. Lord Weidenfeld war außerdem als Kolumnist der Berliner Tageszeitung Die Welt und der Wochenzeitung Bild am Sonntag tätig.

## Politisches und öffentliches Wirken

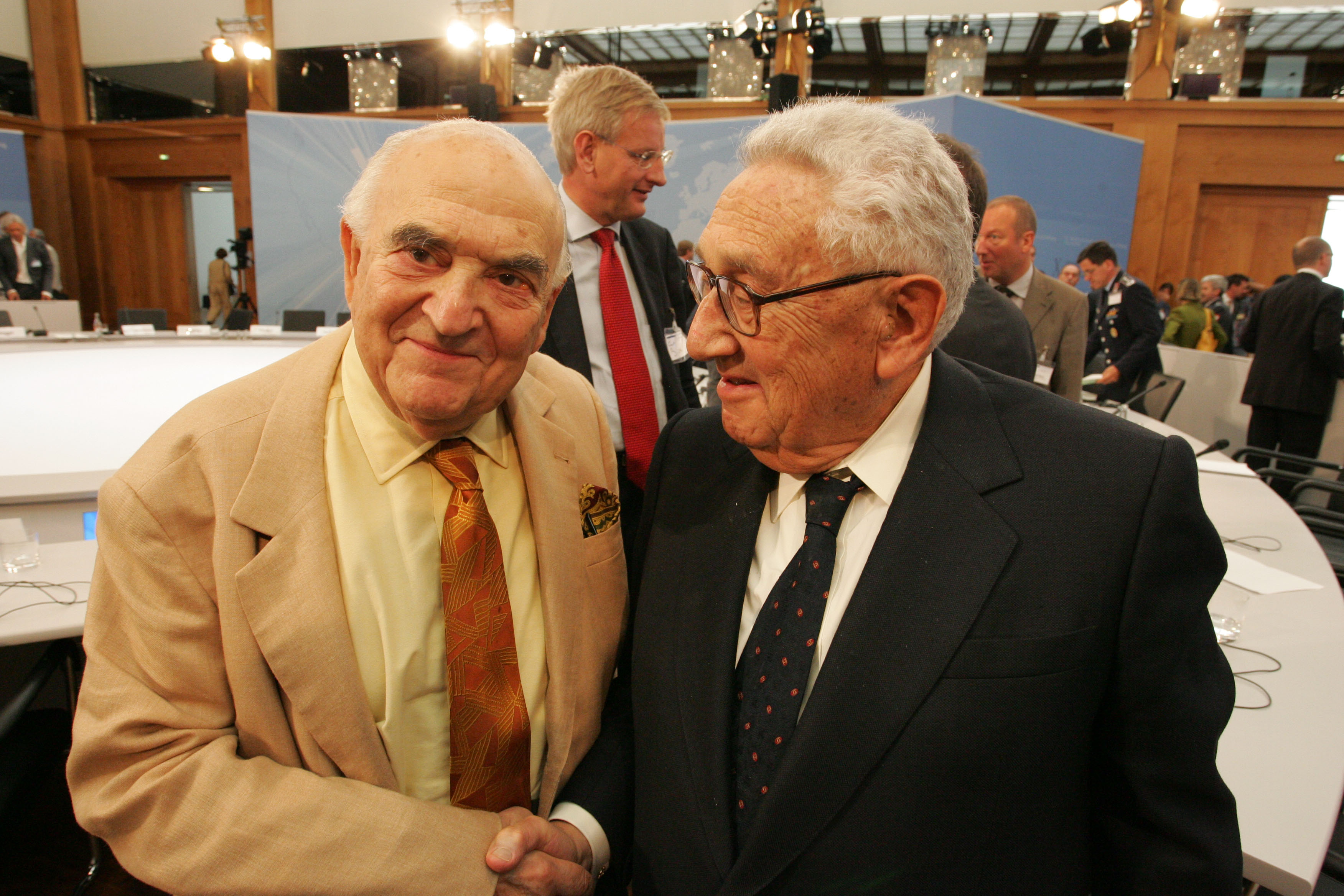
George Weidenfeld mit Henry Kissinger (2006)

1948, bei der Gründung des Staates Israel, wurde Weidenfeld Berater der israelischen Regierung und 1949 für ein Jahr Kabinettschef des ersten Staatspräsidenten des neuen Staates, Chaim Weizmann.
Mitte der 1990er Jahre gründete Weidenfeld den Club of Three, der führende Vertreter des politischen, kulturellen und öffentlichen Lebens aus Großbritannien, Frankreich und Deutschland zu informellen Diskussionen über Fragen der Weiterentwicklung Europas zusammenbrachte, um die Zusammenarbeit und Verständigung innerhalb Europas zu fördern. 2006 entstand daraus das Institute for Strategic Dialogue. Verbunden damit war eine Neuausrichtung auf längerfristige Programme im Bereich der Extremismusbekämpfung, der Erziehung und der Stellung Europas in der Welt. Weidenfeld war bis zu seinem Tode Präsident des Instituts.
Neben seiner verlegerischen Tätigkeit war Lord Weidenfeld an der Gründung und Weiterentwicklung mehrerer Universitäten beteiligt. Er war 1996 bis 2004 Vorsitzender der Ben-Gurion-Universität im Negev und Gouverneur der Universität Tel Aviv. Er war emeritierter Gouverneur des Weizmann-Instituts. Von 1992 bis 1994 war er stellvertretender Vorsitzender der „University of Oxford Campaign“ und ab 1994 Vizepräsident des „Oxford University Development Programme“. Im Jahr 2000 benannte die IJP (Internationale Journalisten-Programme) ihr traditionelles deutsch-britisches Stipendienprogramm für Journalisten nach Lord Weidenfeld. 2004 war er Mitgründer der internationalen Medienkonferenz M100 Sanssouci Colloquium in Potsdam und bis zuletzt Co-Chairman des M100-Beirats.

## Ehrungen
Im Jahre 1969 wurde Weidenfeld von Königin Elisabeth II. zum Knight Bachelor erhoben. 1976 wurde er mit dem Titel Baron Weidenfeld, of Chelsea in the County of Greater London, zum Life Peer erhoben. In der New Year Honours List 2011 wurde er mit der höchsten Stufe des Order of the British Empire, dem Knights Grand Cross of the Order of the British Empire (GBE) geehrt.
Lord Weidenfeld wurde für seine Bemühungen um die europäische Integration vielfach geehrt. 1991 erhielt er das Große Bundesverdienstkreuz mit Stern. Im April 2002 erhielt er das Österreichische Ehrenkreuz für Kunst und Wissenschaft I. Klasse und 2003 das Goldene Ehrenzeichen für Verdienste um das Land Wien. Seit 2006 war er Vorsitzender der Israel Group im House of Lords.

## Schriften
- The Goebbels experiment – a study of the Nazi propaganda machine. Zusammen mit Derrek Sington, Murray, London 1942. (Interview mit Weidenfeld über die Goebbelspropaganda und sein Buch in Spiegel Online 22. Februar 2005.)
- Von Menschen und Zeiten – die Autobiographie. Übersetzung Charlotte Breuer. Europa, Wien u. a. 1995, ISBN 978-3-203-51256-3. Englische Originalausgabe unter dem Titel: Remembering my good friends. Harper Collins, New York City/USA 1994, ISBN 0-06-017286-X.

## Film
- Die Brückenbauer Henry Kissinger, Fritz Stern und Lord George Weidenfeld. Jüdische Emigranten und die Wiedervereinigung. Dokumentation, 43 Minuten, Deutschland, USA, Israel, England, Österreich, Schweiz, 2010. Buch und Regie: Evi Kurz, Produktion: TLF-Timelinefilm GmbH Fürth, Erstsendung: ARD, 29. September 2010. In Interviews äußern sich neben Kissinger, Stern und Weidenfeld u. a. Helmut Schmidt, Angela Merkel, Hans-Dietrich Genscher, Richard von Weizsäcker, Timothy Garton Ash und Niall Ferguson.[11]

## Nachruf
- Harald Seewann: Weidenfeld. Acta Studentica, März 2016, S. 16.